# Alosa de Gillett
L'alosa de Gillett (Mirafra gilletti) és una espècie d'ocell de la família dels alàudids (Alaudidae) que habita sabanes i estepes arbustives de Somàlia, est d'Etiòpia i nord de Kenya.